# Søen (film)
Søen er en svensk-dansk thrillerfilm fra 1999, skrevet af Hans Iveberg og instrueret af Hans Åke Gabrielsson. Filmen har blandt andre Regina Lund, Mats Rudal og Björn Gedda i hovedrollerne.

## Handling
Lisa vender hjem til Sverige efter et ophold i London for at sælge et hus, som hendes far efterlod til hende. Han forsvandt på mystisk vis i skoven om vinteren og formodes at være død i en ulykke. Lisa har mistanke om, at historien gemmer på hemmeligheder, da hendes far var upopulær i den lokale landsby. Da Lisa begynder sin søgen efter sandheden, vil smertefulde fakta om hendes afdøde far, hende selv og landsbyen snart blive afsløret.

## Medvirkende (i udvalg)
- Regina Lund som Lisa
- Mats Rudal som Martin
- Björn Gedda som Sven
- Chatarina Larsson som Margareta
- Maria Lundqvist som Agnes
- Jonas Falk som præst
- Gösta Bredefeldt som Olsson